# Rheingau-Taunus-Kreis
Rheingau-Taunus-Kreis is een Landkreis in het westen van de Duitse deelstaat Hessen. Kreisstadt is Bad Schwalbach. De Landkreis telt 187.433 inwoners (31 december 2020) op een oppervlakte van 811,42 km². Op 31 december 2020 had 13,58% van de inwoners een niet-Duits staatsburgerschap (25.460 niet-Duitsers) en hadden 290 inwoners het Nederlandse staatsburgerschap.

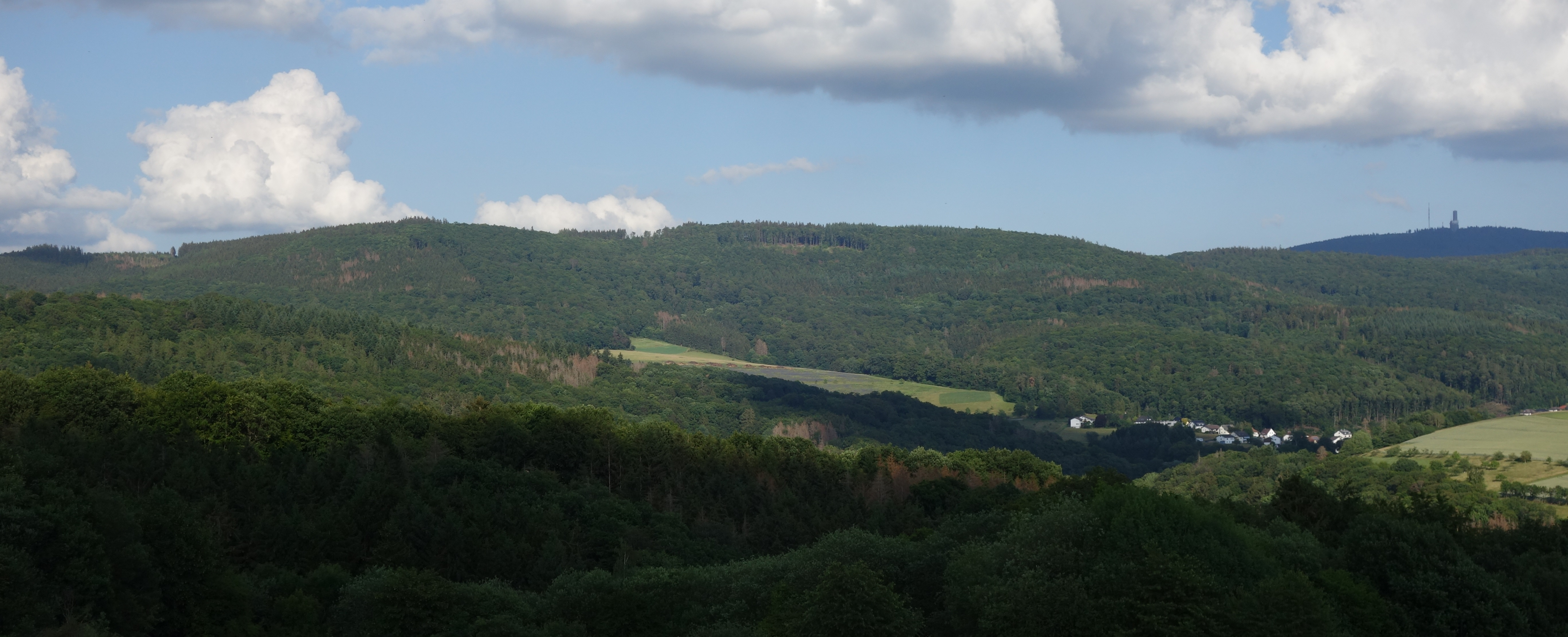
Met 629,3 meter is de berg Windhain boven Waldems-Wüstems het hoogste punt in het district Rheingau-Taunus-Kreis.

## Steden en gemeenten
De volgende steden en gemeenten liggen in de Rheingau-Taunus-Kreis (inwoners op 30-06-2015):

Landkreis Rheingau-Taunus-Kreis

| Steden 1. Bad Schwalbach (10.674) 2. Eltville am Rhein (16.962) 3. Geisenheim (11.613) 4. Idstein (23.887) 5. Lorch (3.901) 6. Oestrich-Winkel (11.566) 7. Rüdesheim am Rhein (9.804) 8. Taunusstein (28.783) |  | Gemeenten 1. Aarbergen (5.962) 2. Heidenrod (7.849) 3. Hohenstein (5.970) 4. Hünstetten (10.358) 5. Kiedrich (4.027) 6. Niedernhausen (14.412) 7. Schlangenbad (6.237) 8. Waldems (5.183) 9. Walluf (5.503) |

Bergstraße · Darmstadt · Darmstadt-Dieburg · Frankfurt am Main · Fulda · Gießen · Groß-Gerau · Hersfeld-Rotenburg · Hochtaunuskreis · Kassel (stad) · Landkreis Kassel · Lahn-Dill-Kreis · Limburg-Weilburg · Main-Kinzig-Kreis · Main-Taunus-Kreis · Marburg-Biedenkopf · Odenwaldkreis · Offenbach am Main · Landkreis Offenbach · Rheingau-Taunus-Kreis · Schwalm-Eder-Kreis · Vogelsbergkreis · Waldeck-Frankenberg · Werra-Meißner-Kreis · Wetteraukreis · Wiesbaden
Aarbergen ·
Bad Schwalbach ·
Eltville am Rhein ·
Geisenheim ·
Heidenrod ·
Hohenstein ·
Hünstetten ·
Idstein ·
Kiedrich ·
Lorch ·
Niedernhausen ·
Oestrich-Winkel ·
Rüdesheim am Rhein ·
Schlangenbad ·
Taunusstein ·
Waldems ·
Walluf